# Ambidexter panamensis
Ambidexter panamensis är en kräftdjursart som beskrevs av Abele 1972. Ambidexter panamensis ingår i släktet Ambidexter och familjen Processidae. Inga underarter finns listade i Catalogue of Life.